# Jezioro Zienkowskie
Jezioro Zienkowskie – jezioro eutroficzne, linowo-szczupakowe położone w centralnej części gminy Sosnowica w powiecie parczewskim w województwie lubelskim.
Jezioro znajduje się w północno-zachodniej części wsi Zienki. Ma powierzchnię 7,6 ha, długość linii brzegowej wynoszącą 1113 m i objętość wody wynoszącą 204 tys. m³. Najgłębsze miejsce w tym jeziorze wynosi 4,9 m, a średnia głębokość Jeziora Zienkowskiego wynosi 2,70 m. Jezioro to zasila rzeka Piwonia Dolna, z którego wypływa już jako Piwonia. Nieopodal znajduje się drugie jezioro - Cycowe.